# ZBROYARI: Manufacturing Freedom
ZBROYARI: Manufacturing Freedom — фандрейзингова кампанія, започаткована Міністерством з питань стратегічних галузей промисловості України за підтримки Офісу Президента, Міністерства оборони, МЗС, мета — зібрати $10 млрд на виробництво української зброї протягом 2024 року.

## Історія
Проєкт презентував міністр стратегічних галузей промисловості Олександр Камишін у квітні 2024 року.
Першою кошти на закупівлю української зброї для ЗСУ, стала Данія, виділивши у квітні 2024 року $28,5 млн.
26 квітня 2024 року Канада виділила $2,1 млн на виробництво українських БПЛА.
15 травня 2024 Державний секретар США Ентоні Блінкен оголосив, що США нададуть додаткові $ 2 млрд на виробництво власних озброєнь.
10 липня 2024 про виділення €60 мільйонів на БПЛА для України оголосили Нідерланди.
18 липня 2024 Данія анонсувала додаткові $170 млн.